# Jack and the Beanstalk: The Real Story
Jack and the Beanstalk: The Real Story também conhecido como Jim Henson's Jack and the Beanstalk: The Real Story (Brasil: João e o Pé de Feijão ou A Verdadeira História de João e o Pé de Feijão (na TV a cabo) ) é um telefilme que foi também exibido como minissérie nos Estados Unidos em 2001.

## Sinopse
Em 2001, Jack Robinson é um rico CEO de uma grande empresa. Durante todo o passado de sua família, Robinson viveu mais de 40 anos, e Jack continua tendo um sonho sobre seu pai e um gigante com raiva. Ele se esforça muito para se manter saudável com a ajuda de seu mordomo albanês Dussan. O homem que administra seus negócios, Siegfried "Siggy" Mannheim, convence-o a recusar um projeto envolvendo o abastecimento de alimentos alternativos de plantas geneticamente modificadas para alimentar o Terceiro Mundo, e também para construir um complexo de casino em torno de seu ancestral castelo em uma pequena cidade.

## Elenco
- Matthew Modine ... Jack Robinson (Johnathan William Duncan Robinson)
- Vanessa Redgrave ... Condessa Wilhelmina, Matriarca
- Mia Sara ... Ondine
- Daryl Hannah ... Thespee, Membro do Grande Conselho de Mac SLEC
- Jon Voight ... Siggy (Sigfried Mannheim)
- Richard Attenborough ... Magog
- Bill Barretta ... Thunderdell
- Jim Carter ... Odin
- James Corden ... Bran
- Jonathan Hyde ... Dussan
- Nicholas Beveney ... Cernos
- Roger Blake ... Gigante Thor

## Produção
Para criar os efeitos especiais e visuais do filme, foi dada a tarefa de ramificação em animação por computador, de composição e pintura fosca, bem como a criação de personagens animatrônicos. "Fazia sentido de usar a The Creature Shop não só do ponto de vista financeiro, mas também para os benefícios de ter todos os que trabalham sob o mesmo teto. O mesmo grupo que concebeu os personagens e efeitos visuais também foram responsáveis pela sua criação, resultando em um sistema unificado, aparência consistente", disse Henson. Com 400 além de tomadas de efeitos, o filme inclui muitos elementos de fantasia, mas Henson descreveu como tendo personagens mais humanos e mais realidade do que muitos de seus outros projetos de fantasia e de ficção científica, que segundo ele foi refrescante.
A fim de criar o pé de feijão gigante, que, no filme, atira-se para fora do chão da floresta e sobe até o céu, houve um uso extensivo de CGI. No entanto, uma parte prática, de 20 metros de altura (6,1 m) foi construído para o ator Matthew Modine subir. The Creature Shop trabalhou com o Supervisor de Efeitos Visuais Julian Parry que também criou um caráter totalmente gerado por computador.
Harmonia é uma estátua semelhante à humana, animada, falando que é parte da harpa dourada (um dos tesouros originais do gigante). Originalmente, Henson e sua equipe pensou em usar uma atriz de live-action, porque Henson queria que o personagem fosse muito realista. No entanto, a decisão foi tomada e foi usado para alcançar tal efeito com animação por computador. "... Se tivéssemos usado uma atriz, ela não se parecia mágica - ela simplesmente parecia ser uma pessoa com tinta dourada abraçando uma harpa", disse Sean Feeney.
Também foram criados vários personagens animatrônicos ... um ganso puppeteered (Galaga) e uma cabeça animatronic para os Cernos gigantes. Todos os gigantes do filme são interpretados por atores e atrizes de tamanho regular compostas para o filme de modo que eles parecem ser muito maior. Seus movimentos foram também abrandados. "Em cada caso, procurou-se utilizar a técnica mais apropriada, se foi através de animatronics, marionetas, próteses, CGI, ou híbridos", disse Feeney.

## Prêmios e indicações
- Prémios Emmy do Primetime - 2002 - Venceu - Melhor maquiagem para minissérie, filme ou especial
- Academy of Science Fiction, Fantasy & Horror Films - 2002 - Venceu - Prêmio Saturno